# Brajinovac
Brajinovac (en serbe cyrillique : Брајиновац) est un village de Serbie situé dans la municipalité de Rekovac, district de Pomoravlje. Au recensement de 2011, il comptait 215 habitants.
Brajinovac est également connu sous le nom de Brainovac.

## Démographie
| 1948 | 1953 | 1961 | 1971 | 1981 | 1991 | 2002 | 2011 |
| ---- | ---- | ---- | ---- | ---- | ---- | ---- | ---- |
| 471  | 481  | 418  | 369  | 322  | 288  | 221  | 215  |

|  |